# Cítov
Cítov é uma comuna checa localizada na região da Boêmia Central, distrito de Mělník.